# Pourrières
Pourrières település Franciaországban, Var megyében. Lakosainak száma 5620 fő (2022. január 1.). Pourrières Puyloubier, Trets, Artigues, Ollières, Pourcieux és Rians községekkel határos.

## Népesség
A település népességének változása:
| Lakosok száma | 4754 | 5000 | 5210 | 5155 | 5177 | 5181 | 5327 | 5474 | 5620 |
|               | 2013 | 2015 | 2016 | 2017 | 2018 | 2019 | 2020 | 2021 | 2022 |